# Серрано, Ирма
Ирма Консуэло Сьело Серрано Кастро (исп. Irma Consuelo Cielo Serrano Castro [ˈiɾma konˈswelo ˈsjelo seˈrano ˈkastɾo] 9 декабря 1933, Комитан, Чьяпас, Мексика — 1 марта 2023, Чьяпас, Мексика) — мексиканская актриса театра и кино, композитор, певица, писательница, политический деятель, предприниматель, продюсер, режиссёр и танцовщица.

## Биография
Родилась 9 декабря 1933 года в Комитан-де-Домингесе. Начала карьеру в качестве танцовщицы, а в 1960-х годах в качестве певицы, для этого она в 1962 году подписала контракт с компанией Columbia Records, с 1962 по 2005 год являлась актрисой мексиканского кинематографа и приняла участие в 28 работах в нескольких жанровых направлениях. Телесериал «Мачеха» оказался наиболее популярным в карьере актрисы, ибо он был продан во многие страны мира и многие телезрители полюбили её Гейшу. В 1960-х годах была известной певицей, исполнительницей в жанрах шансон и романс. В 1963 году получила несколько музыкальных премий — Macuilxochitl como la Cancionista Revelacion, Trofeo de Musa de Radiolandia и Trofeo Revelacion Folklorica, в 1964 году — премию Trofeo del Concurso Nacional de Televicion. Благодаря получению ряда наград и премий к 1970-м годам она стала популярной певицей, творчество которой распространялось уже далеко за пределы Мексики. В 1972 году она начала заниматься предпринимательской деятельностью путём покупки ветхого театра в Мексике и взялась за его полную реконструкцию, и уже в середине 1970-х годов произошло открытие театра. В 1973 году она поставила спектакль «Нана» по одноимённому произведению Эмиля Золя, но чиновники после премьеры запретили ставить спектакль из-за эротических сцен, однако после прихода к власти новых мексиканских правителей в 1977 году спектакль вновь стал демонстрироваться в театре. Она очень хотела в своём театре выпускать только добрую классику, и одним из шедевров стала «Дама с камелиями». Она написала ряд автобиографических книг. В 1990-е годы вошла в политику — была избрана депутатом и сенатором штата Чьяпас и находилась в должности с 1994 по 2000 год.
Скончалась 1 марта 2023 года в Чьяпасе от сердечного приступа.

## Карьера

### Музыка
Она начала свою артистическую карьеру как танцовщица в хореографическом коллективе под руководством танцора Чело Ла Рюэ. Позже начала свою карьеру певицы, подписав контракт с Columbia Records в 1962 году. В 1963 году она получила несколько наград, таких как Folklore Revelation Trophy, Macuilxóchitl как автор песен Revelation и Musa Trophy of Radiolandia. Она стала одной из самых популярных мексиканских исполнителей народной музыки 1960-х годов. Одна из ее самых запоминающихся песен — коррида Ла Мартина, считающаяся классикой мексиканского фолк-жанра.

### Фильм
Она начала свою карьеру в кино в возрасте 29 лет в фильме «Самсон против зомби», где главную роль сыграл популярный мексиканский борец Эль Санто (Самсон). Она работала над такими фильмами, как The Extra (1962), вместе с Cantinflas, Tiburoneros (1963, режиссер Луис Алькориса) и Gabino Barrera (1964) вместе с актером и певцом Антонио Агиларом и другими. С 1968 года начала использовать псевдоним La Tigresa (Тигрица), взятый из комикса, в котором она сама снялась, из-за его популярности. В 1970-х она участвовала в своих лучших фильмах. В 1972 году она снялась в фильме «Мартина»., вдохновленный ее самой популярной песней. В 1973 году она снялась в фантастическом фильме «Тигресса». В том же году она работала в фильме «Монастырь стервятников» режиссера Франсиско дель Вильяра. В конце 1970-х и в 1980-е годы актриса появлялась в кино довольно эпизодически. Она исполняла особые роли в таких фильмах, как «Ночи кабаре» (1978) и «Лола ла трейлера» (1982). В 1985 году в качестве режиссёра-постановщика поставила «Нану», вдохновленную скандальной одноименной постановкой, которую она сама сыграла в Мексике много лет назад. В 1986 году актриса сыграла свою последнюю роль в кино в фильме ужасов «Любовники Повелителя ночи» рядом с Изела Вега и Эмилио Фернандесом.

### Театр
В 1972 году актриса приобрела старый театр Вирджинии Фабрегас, расположенный на улице Донселес, в историческом центре Мехико. Актриса переделала театр и переименовала его в Teatro Fru Fru. С 1970-х годов актриса играла главную роль и производила серию театральных монтажей, вызвавших споры. Из них особо выделялась «Нана» (1973), вольная адаптация актрисы по одноименному роману Эмиля Золя. Актриса являлась продюсером спектакля, а режиссером — Марисела Лара. Нана вызвала споры в Мексике из-за своего высокого эротического содержания и оставалась на рекламных щитах четыре года подряд (1973—1977).
В 1977 году актриса в партнерстве с актером, продюсером, писателем и режиссером Алехандро Ходоровски поставила пьесу «Лукреция Борджиа». Тем не менее разногласия между обоими персонажами вызвали спор, из-за которого оба самостоятельно создали свою версию произведения.
Среди других спектаклей, в которых актриса играла главную роль в Театре Фру Фру, были «Дама без камелий» (1977), «О ... Калькутта» (1977), «Йокаста Рейна» (1978), «Война со скрещенными ногами» (1979) и автобиографический A calzón amarrado (1980, по мотивам скандальной автобиографической книги, опубликованной La Tigresa немного раньше). Помимо главной роли в этих работах, актриса также выступала в качестве сопродюсера, сорежиссера и соавтора аргументов, некоторые вместе с режиссером, актером и продюсером Пабло Ледером. Её последними театральными проектами были «Два Эмануэле» (1984, вместе с Изелой Вега, а также представленные в Театре на миллион долларов Лос-Анджелеса) и «Колодец одиночества» (1985).
В качестве продюсера также осуществила ряд театральных постановок, некоторые из них в рамках успешной концепции « Театр в полночь », созданной Пабло Ледером для сугубо взрослой аудитории. Такими монтажами были Emanuele LIVE (1981), Jail for Girls (1981), Vampira! (Эмануэле де ультратумба) (1983) и Кармен (2004).

## Фильмография

### В качестве актрисы
- 1 Мачеха (сериал, 2005—2007) La madrastra … La Duquesa de Walterrama y San Calixto
- 2 Хуана из Кубы (1994) Juana la Cubana
- 3 Возлюбленные повелителя ночи (1986) Los amantes del señor de la noche … Saurina
- 4 Нана (1985) Naná … Naná (главная роль) + сценаристка + режиссёр
- 5 Лола-дальнобойщица (1983) Lola la trailera … Flor de Lotos / Alondra
- 6 Ночи кабаре (1978) Noches de cabaret
- 7 Треугольник (сериал, 1974) La tierra … Martina
- 8 Убежище стервятника (1973) El monasterio de los buitres
- 9 La tigresa (1973) … Irma
- 10 Santo y el águila real (1973) … Irma Morales
- 11 La Martina (1972) … Martina (главная роль) + оригинальный текст + продюсер
- 12 La venganza de Gabino Barrera (1971) … Cantante
- 13 La chamuscada (Tierra y libertad) (1971) … Chabela Herrero (в титрах: Irma Serrano 'La tigresa')
- 14 Los amores de Juan Charrasqueado (1968) … Bertha
- 15 El caudillo (1968) … María
- 16 El hijo del diablo (1966) … Fernanda
- 17 Los gavilanes negros (1966)
- 18 La conquista de El Dorado (1965)
- 19 Левша (1965) El zurdo … Catalina
- 20 El corrido de María Pistolas (1964)
- 21 Tiburoneros (1963) … Rosa
- 22 Экстра (1962) El extra … Señorita en la audición
- 23 Санто против зомби (1962) Santo contra los zombies … Det. Isabel

#### В титрах не указана
- 24 Весёлая больница (сериал, 2004) Hospital el paisa … Sra. Serrano, хроника
- 25 Gabino Barrera (1965)… Cantante en cantina

#### Камео
- 26 Насмешка (сериал, 2002—2007) La parodia
- 27 El gordo y la flaca (сериал, 1998—2011)
- 28 Проснись, Америка! (сериал, 1997 — …) ¡Despierta América!